# Eurymorion
Eurymorion is een geslacht van spinnen uit de familie hangmatspinnen (Linyphiidae). 

## Soorten
De volgende soorten zijn bij het geslacht ingedeeld:
- Eurymorion insigne (Millidge, 1991)
- Eurymorion mourai (Rodrigues & Ott, 2010)
- Eurymorion murici (Rodrigues & Ott, 2010)
- Eurymorion nobile (Millidge, 1991)
- Eurymorion triunfo (Rodrigues & Ott, 2010)